# بنو عمرو
بنو عمرو وأحدهم العمري  ، ديارهم على سطح سلاسل سراة الحجر، وما انحدر منها إلى أغوار بارق في تهامة وهم في أعالي خاط .

## النسب
يعود نسب بني عمرو إلى :
ربيعة بن الأواس بن الحجر بن الهنوء بن الأزد بن الغوث بن النبت بن مالك بن زيد بن كهلان بن سبأ بن يشجب بن يعرب بن قحطان

## الموقع
تقع ديار بني عمرو في غرب السعودية وتحديداً جنوب غرب السعودية 

موقع منطقة عسير من المملكة العربية السعودية التي يوجد بها بلاد بنو عمرو من رجال الحجر

## [5]قبائل كعب
آل ابن غراء
- - لشعب
  - آل مخدرة
  - أبو حبال
  - آل ظاوي

آل الوادي
- - عاكسة
  - آل وليد
  - آل الحتار

قبائل بني رافع
- - بني شيبان
  - آل مَشْنية
  - آل شيبان
  - الغزالة
  - آل نمران
  - آل وليد
  - الجعادبة
  - آل بسام
  - آل سحيم
  - آل الصِنْاع

قبيلة بني عمارة
- - آل عليّان
  - آل جميل
  - السهوة
  - آل عريف
  - القرن
  - يانف

قبيلة قيس بن كعب
- - صدريد
  - الصريف
  - آل طارق
  - الفرش
  - الحفاة
  - قفعة

كعب البدو
- - الجوابرة
  - آل محي
  - آل عايض
  - آل فديع
  - آل مقبل

قبائل بني مد
- - قبيلة بني قيس
  - قبيلة المشاييخ
  - قبيلة آل يثيبة
  - قبيلة آل فلعة

## قبائل تميم[6]
قبائل آل الشيخ
- - الشيخيين
  - آل طلحة
  - آل حسيكة
  - ذات العلب
  - آل دعياء
  - النقبة
  - الرزة
  - آل روضان
  - آل سملة

غرة تميم
- - الغرة
  - الشبارق

قبيلة آل سليمان
- - آل ياهل[7]
  - آل جعيد
  - الخيشة
  - آل بليل
  - آل حضن
  - ذي عتيم
  - آل عمار
  - آل عطيفة
  - الملويّة

قبائل عضيدات
- - الظفيرة( آل يرار )
  - حبقة
  - نابط
  - آل خريم
  - القرن

قبيلة العاسرة
- - العاسرة
  - آل السّليْم
  - آل نبيلة
  - آل ساحة
  - آل سودان
  - آل غثران
  - المَقصرة
  - آل قفار
  - آل حامد

قبائل بني كريم
- - آل سكوت
  - ذا المظر
  - آل مقبول
  - آل هلالة
  - آل ساعد
  - آل غيهب
  - الغرة
  - آل غوالة

قبيلة آل جمعة
- - آل بلحفاء
  - آل صخيف
  - المصالمة
  - آل طاهر
  - آل ثاير
  - آل ناتف
  - آل مسعود
  - آل وطيفة

قبائل بلجبر
- - قبيلة آل محمد
  - قبيلة آل الدهيس
  - قبيلة آل خشيل
  - قبيلة آل ماشي
  - آل هفيلة
  - قبيلة آل جمال

## قبائل الشق
المشعّفة
- - آل الشاعر
  - آل محفوظ

المسقّفة
- - آل نييّح
  - لزمة
  - الفرشة
  - لفت
  - الجحور
  - صُرة
  - الفرعة
  - الشميلة
  - آل سلامة
  - آل باحص
  - التَيْدة
  - الذَنوب
  - آل الطَبق
  - غزة
  - النّيَفة

آل سعد
- - الحتار

## شيوخ و عزاوي بني عمرو[8][9]
أمير قبائل بني عمرو
- - عون بن صخيف -رحمه الله-

أمير قبائل كعب
- - ناصر بن مهايل -رحمه الله-

أمير قبائل بني عمارة
- - حسن بن سلطان -رحمه الله-

شيخ شمل قبائل تميم 
- - عبدالله بن علي بن جاري آل عثمان -حفظه الله-

شيخ شمل قبائل كعب 
- - محمد بن حسن بن زهير آل وافي -حفظه الله-

شيخ شمل قبائل الشق 
- - علي بن محمد بن محسن آل مناع -حفظه الله-

شيخ قبائل بني كريم 
- - مشرف بن عبدالله آل سكوت -حفظه الله-

نائب شيخ قبائل بن كريم 
- - صالح بن مشرف بن عبدالله بن سكوت -حفظه الله-

شيخ قبائل كعب البادية 
- - حسن بن سلطان الكعبي -حفظه الله-

شيخ بني شيبان بني رافع
- - عوض بن حسن آل متعب -حفظه الله-

شيخ آل وليد بني رافع
- - سليّم بن أحمد بن فندي -رحمه الله-

شيخ قبائل آل جمعة 
- - عوضة بن يحيى الهويدي -حفظه الله-

شيخ قبيلة المشاييخ 
- - عبدالله بن يحيى المشاييخ -حفظه الله-

شيخ قبيلة آل ماشي 
- - عبدالله بن ديدح آل ماشي -حفظه الله-

شيخ قبيلة غرة تميم 
- - د.هياف بن صالح التميمي -حفظه الله-

شيخ قبيلة آل محمد 
- - أحمد بن علي بن عسير -حفظه الله-

شيخ قبيلة آل دهيس 
- - علي بن حسن الدهيسي -حفظه الله-

شيخ قبيلة العاسرة 
- - محمد بن عبدالرحمن بن سليمان -حفظه الله-

شيخ الشعف
- - محمد بن عبد الله بن أحمد بن حسناء -حفظه الله-

شيخ بني عمارة
- - عبدالله بن حسن بن زايد العماري -حفظه الله-

الألقاب والكُنى
- - العصاة
  - فزعة المضيوم
  - عمرين الحمايا
  - فزعة ابن دوشه
  - مفرقة السرايا
  - حماة الطارفة
  - مقدم رجال الحجر
  - احفاد الصحابة

تميم
- - مسيلة الدمي

كعب
- - الفدوح
  - الباب الحصين

بني كريم
- - لطامة الغاوي

بني عمارة
- - أهل السوق

آل سليمان والشق:
- - صبيان القفلة

الشق
- - حمران العيون

عضيدات
- - الهُوَل

آل الشيخ
- - عاصمة عمرين

بني رافع
- - حماة الطارفة
  - الدرع الحصيف

آل محمد
- - قاعدة عمرين

## أعلامهم وشعراءهم[10]
الصحابة
- - علقمة بن جنادة بن عبدالله بن قيس الأزدي ثم الحجري ثم الكعبي -رضي الله عنه- [11]

- - سويد بن الحارث بن يزيد -رضي الله عنه-

- - عبدالرحمن ابن نمران -رضي الله عنه-

الرواة
- - علقمة بن يزيد حفيد الصحابي سويد بن الحارث -رضي الله عنه-

- - علي بن أحمد ابن الإمام الطحاوي ، روى كتاب السنن للنسائي -رحمه الله-

- - عبدالله بن نمران الحجري -رضي الله عنه-

الأئمة
- - إمام العقيدة الطحاوية[12]
  - أحمد بن محمد بن سلامه بن عبد الملك بن سلمه الطحاوي صاحب العقيدة الطحاوية

(من قرية لزمه)
- - إمام السنة
  - عبد الغني بن سعيد بن علي بن عثمان بن عمرو -رحمه الله-

( من غرة تميم )

سلامة بن عبدالملك الطحاوي
- - جد إمام العقيدة الطحاوية الذي قام بثورة على الخليفة العباسي المأمون وأنتهت بفشلها.

بعض من شعراء عمرو اليمن
- - سحيم بن ملفي -رحمه الله-

بعض من شعراء عمرو الشام
- - طالع بن محسن الشقي -رحمه الله-
  - مفلح العضيدي (النفيري) -رحمه الله-
  - ظافر بن مسبل (القعيّا) -رحمه الله-
  - حمد بن واطي آل الشيخ -رحمه الله-
  - أحمد بن سعيد آل بخيخ العضيدي -رحمه الله-
  - صخيف بن زاهر الشقي -رحمه الله-
  - صالح بن مصلح السليماني -رحمه الله-
  - أحمد بن الأصنق العضيدي -رحمه الله-

شاعر رجال الحجر
- - حامد بن ظافر السليماني -رحمه الله-
  - ضيف الله بن عبدالله بن جماح الرافعي -حفظه الله-

بعض من شعراء بني عمرو الحاليين
- - سعيد بن ذياب العضيدي -حفظه الله-
  - مرضي بن عبدالله الرافعي -حفظه الله-
  - صالح بن غيثان العضيدي -حفظه الله-
  - سلمان بن مانع آل الشيخ -حفظه الله-
  - ظافر بن حسن الرافعي -حفظه الله-
  - محمد بن ثاير التميمي -حفظه الله-
  - حسن بن عويّش التميمي -حفظه الله-
  - سراج بن عبدالله الكعبي -حفظه الله-
  - الشاعر يوسف بو زهاب -حفظه الله-
  - د.محمد بن علي الوليدي (أبو الطيب)
  - عبدالمجيد بن زاهر الشقي -حفظه الله-
  - عبدالله بن زاهر الشقي -حفظه الله-
  - عبدالله بن جماح الرافعي -حفظه الله-
  - عبدالله الشايب الرافعي -حفظه الله-
  - محمد بن عايض الجمعي -حفظه الله-
  - عبدالرحمن الحمراني -حفظه الله-
  - بدر آل محمد التميمي -حفظه الله-
  - مبارك بن فاهد الكعبي (الرادار)
  - رامي بن غرمان الشقي -حفظه الله-
  - سلطان بن جماح الرافعي -حفظه الله-
  - فيصل بن سابر الكريمي -حفظه الله-
  - فهد بن سعيد الكعبي -حفظه الله-[3][4]

## الجبال والأودية

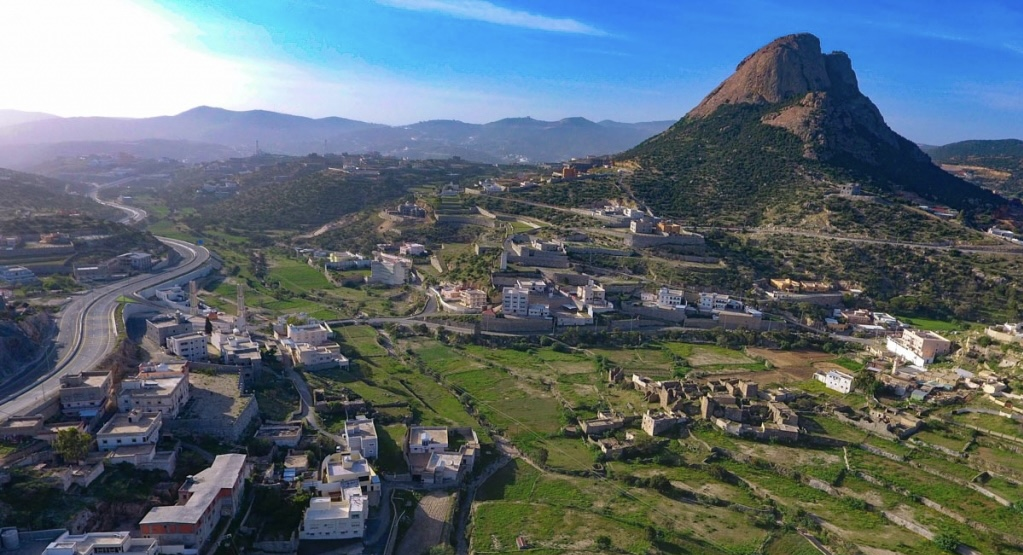
بني رافع

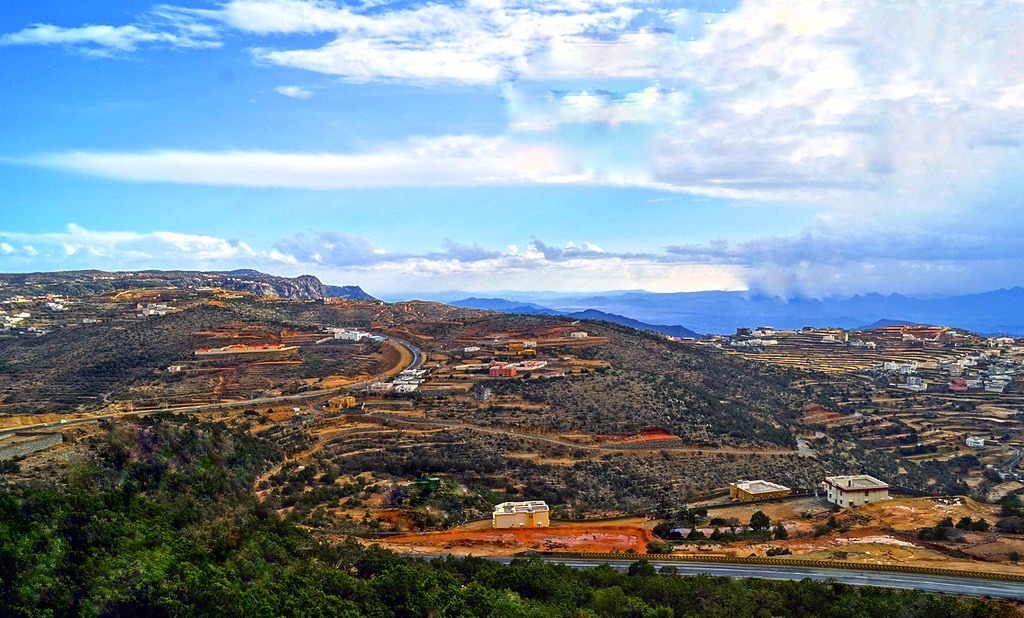
بني عمرو

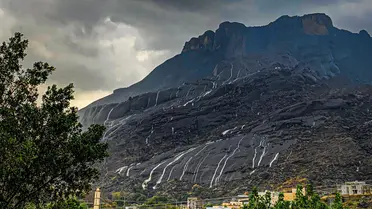
خاط

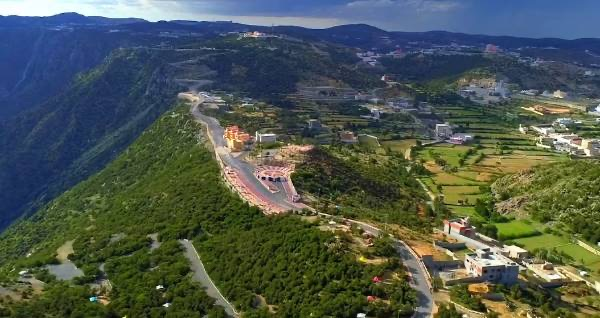
النماص

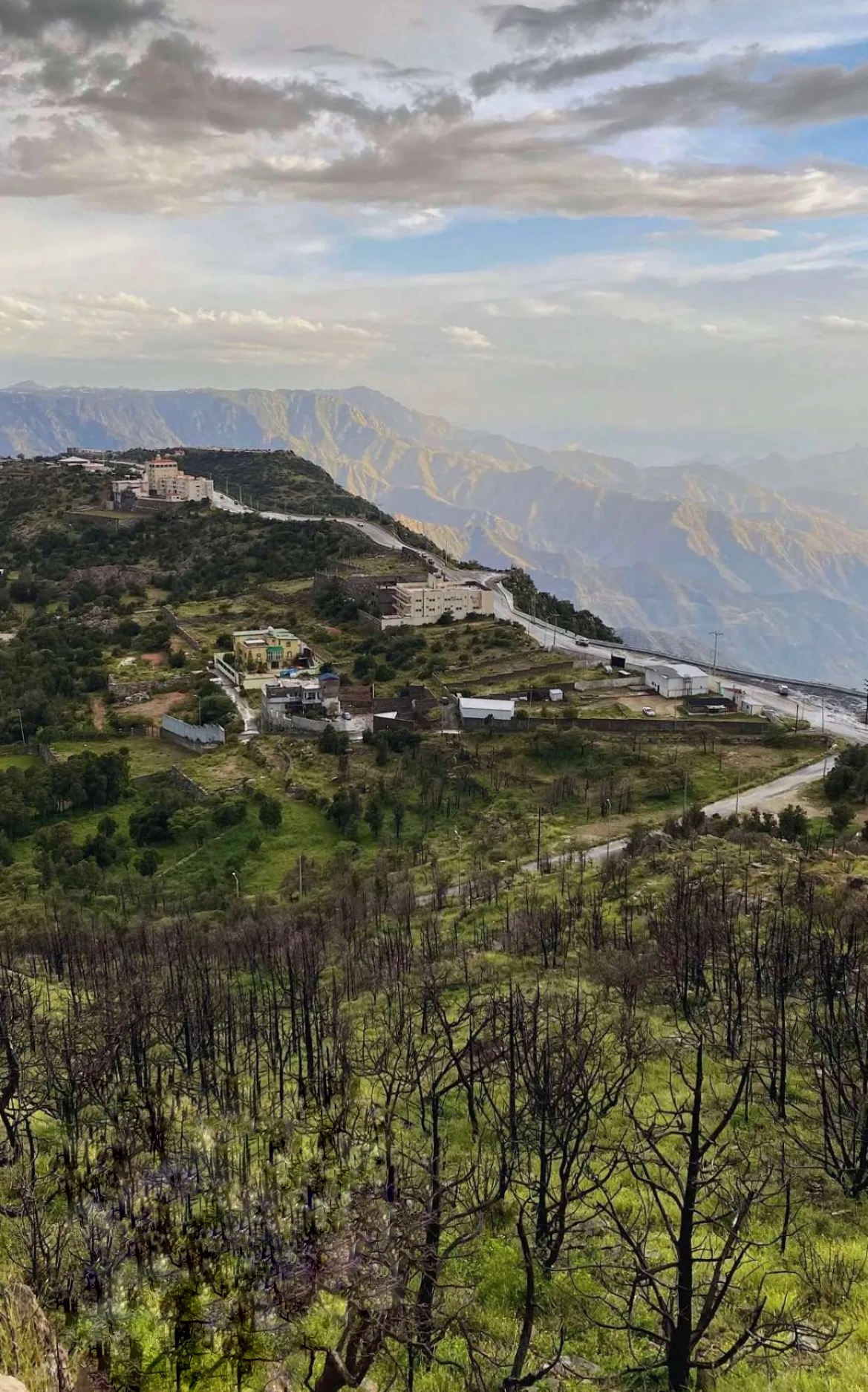
النماص

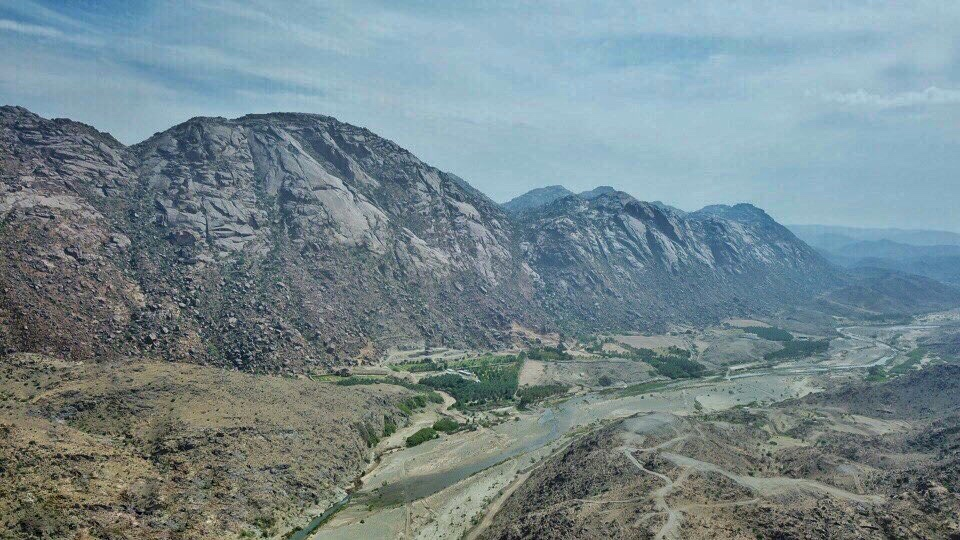
القوباء

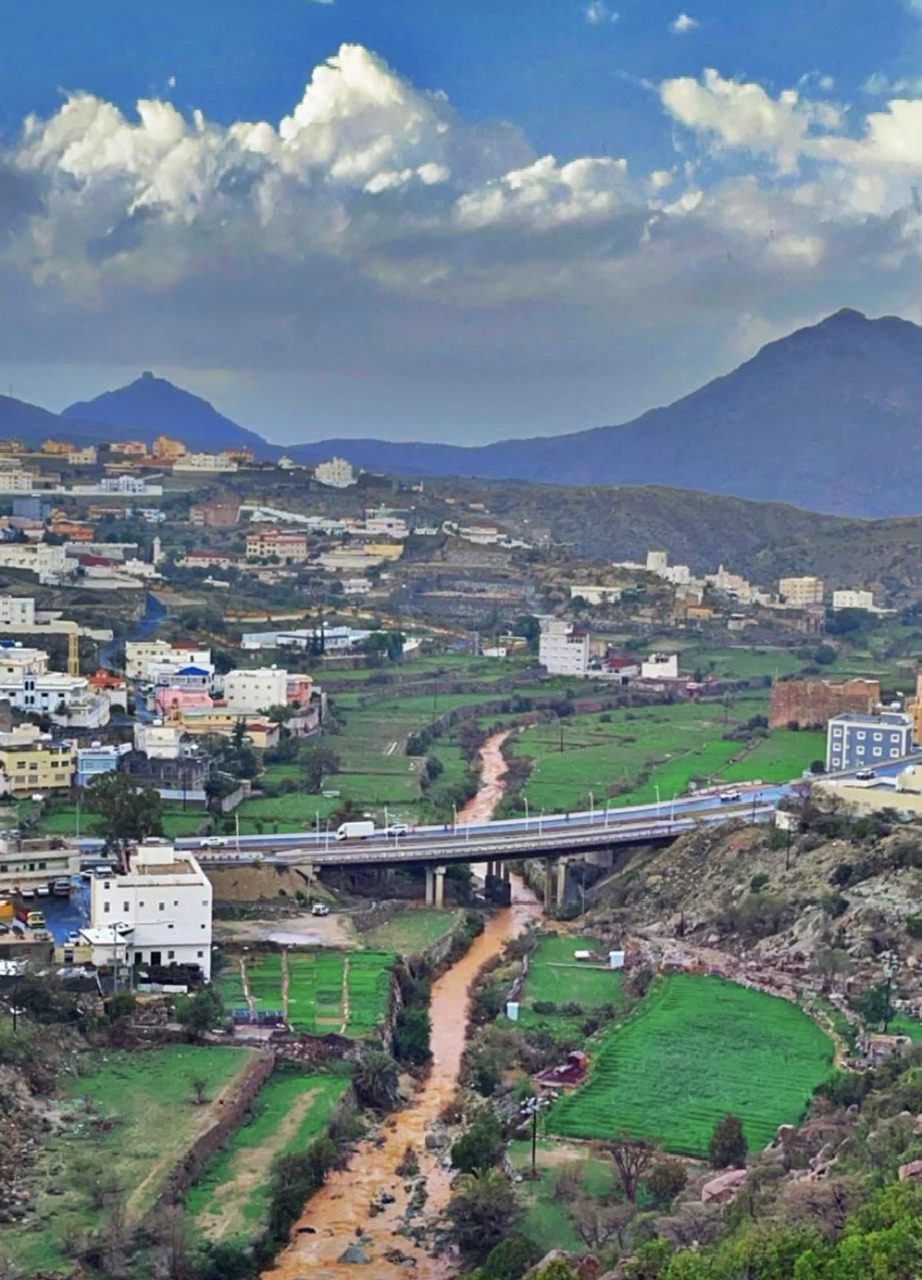
بني عمرو

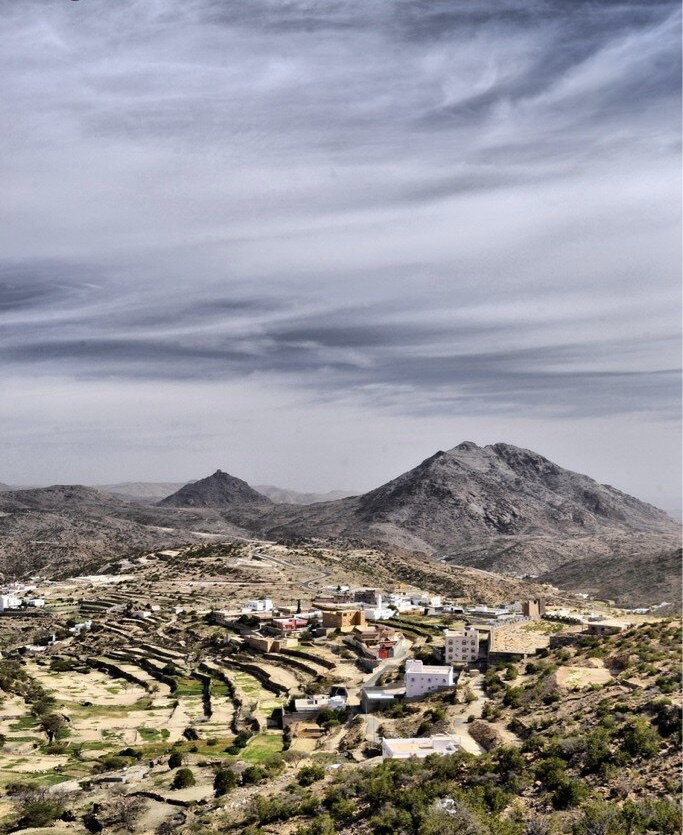
بني عمرو

جبل حرفة
جبل المطلى
جبل تهوي
شعف آل وليد كعب
جبل ناصر
جبل جندف
وادي عياش
جبليّ الضور الأكبر والضور الأصغر